# هاري دويل
هاري دويل هو سياسي كندي، ولد في 23 فبراير 1941. انتخب عضو الجمعية التشريعية لنيو برونزويك ‏.